# Jack Loutet
Jack Loutet (15 octobre 1885-11 octobre 1966) est un homme politique canadien de la Colombie-Britannique. Il est député provincial conservateur de la circonscription britanno-colombienne de North Vancouver d'une élection partielle en 1930 à 1933.

## Biographie
Né à Coupar Angus dans le Perthshire en Écosse, Loutet arrive au Canada en 1905. Il sert comme premier maître des postes de North Lonsdale.
Loutet entame une carrière publique en servant comme conseiller municipal de North Vancouver de 1911 à 1912, ainsi que comme préfet en 1923 et maire de 1945 à 1947.
Il est aussi le premier président de la Notaries' Society of BC.
Loutet meurt à North Vancouver en octobre 1966 à l'âge de 80 ans.
Le Loutet Park de North Vancouver est nommé en son honneur,.